# Мірабад (Марказі)
Мірабад (перс. ميراباد) — село в Ірані, у дегестані Мошкабад, у Центральному бахші, шахрестані Ерак остану Марказі. За даними перепису 2006 року, його населення становило 33 особи, що проживали у складі 8 сімей.

## Клімат
Середня річна температура становить 13,71 °C, середня максимальна – 33,50 °C, а середня мінімальна – -9,06 °C. Середня річна кількість опадів – 246 мм.
| Клімат поселення                              | Клімат поселення | Клімат поселення | Клімат поселення | Клімат поселення | Клімат поселення | Клімат поселення | Клімат поселення | Клімат поселення | Клімат поселення | Клімат поселення | Клімат поселення | Клімат поселення | Клімат поселення |
| Показник                                      | Січ.             | Лют.             | Бер.             | Квіт.            | Трав.            | Черв.            | Лип.             | Серп.            | Вер.             | Жовт.            | Лист.            | Груд.            |                  |
| Середній максимум, °C                         | 8,80             | 11,14            | 16,55            | 21,64            | 25,54            | 32,28            | 33,50            | 32,18            | 28,06            | 21,92            | 15,59            | 9,15             |                  |
| Середня температура, °C                       | −0,12            | 2,22             | 7,61             | 12,73            | 16,62            | 23,37            | 27,12            | 25,80            | 21,67            | 15,54            | 9,21             | 2,78             |                  |
| Середній мінімум, °C                          | −9,06            | −6,72            | −1,3             | 3,80             | 7,70             | 14,44            | 20,73            | 19,41            | 15,28            | 9,16             | 2,82             | −3,62            |                  |
| Норма опадів, мм                              | 38               | 37               | 44               | 29               | 22               | 2                | 1                | 1                | 0                | 10               | 25               | 37               |                  |
| Середньомісячна швидкість вітру, м/с          | 1.90             | 2.09             | 2.81             | 2.93             | 2.70             | 2.60             | 2.66             | 2.42             | 2.26             | 2.15             | 1.89             | 1.93             |                  |
| Середньомісячна сонячна радіація, кДж/м²·день | 9032             | 12578            | 15139            | 18544            | 22538            | 26777            | 25899            | 24179            | 21110            | 15718            | 11105            | 8966             |                  |
| --------------------------------------------- | ---------------- | ---------------- | ---------------- | ---------------- | ---------------- | ---------------- | ---------------- | ---------------- | ---------------- | ---------------- | ---------------- | ---------------- | ---------------- |
| Джерело:                                      |                  |                  |                  |                  |                  |                  |                  |                  |                  |                  |                  |                  |                  |